# Szok przyszłości
Szok przyszłości (ang. Future Shock) – książka futurologiczna z 1970 roku (pierwsze wydanie polskie, skrócone, 1972), napisana przez amerykańskiego futurologa Alvina Tofflera.
Książka wprowadziła do języka potocznego termin „szok przyszłości” określający stan psychiczny jednostek i grup (nawet całych społeczeństw) w okresie przyśpieszenia zmian społecznych, opisywany m.in. jako „szarpiący nerwy stres i dezorientacja, które wzniecamy w ludziach poddając ich zbyt wielkim zmianom w zbyt krótkim czasie”.
Książka wyrosła z artykułu Tofflera „The Future as a Way of Life” (dosł. Przyszłe drogi życia) opublikowanym w magazynie Horizon w lecie 1965 roku. Książka stała się międzynarodowym bestsellerem i sprzedała się w ponad 6 milionach egzemplarzy w ciągu pierwszych 5 lat. Została też szeroko przetłumaczona, w tym na język polski, gdzie także zyskała znaczący odźwięk; już w 1978 r. pisano, że „polemik z Tofflerem było w naszej prasie dużo”; w 1981 r. była opisana jako „sławna” i dalej „wywołująca duży rezonans” w roku 1999.
W 1972 roku miał premierę oparty na tej książce film dokumentalny z Orsonem Wellesem jako narratorem.